# Glossosoma hospitum
Glossosoma hospitum är en nattsländeart som först beskrevs av Tsuda 1940.  Glossosoma hospitum ingår i släktet Glossosoma och familjen stenhusnattsländor. Inga underarter finns listade i Catalogue of Life.